# El escapulario
El escapulario es una película de terror sobrenatural mexicana de 1968, dirigida por Servando González, a partir de un guion que escribió con Jorge Durán Chávez y Rafael García Travesi. Está protagonizada por Enrique Lizalde, Enrique Aguilar, Carlos Cardán, y Federico Falcón. La trama gira en torno a los secretos y los poderes mágicos concedidos por un escapulario, que le permite al portador salvaguardar su propia vida.

## Argumento
La historia transcurre durante la Revolución mexicana. Una mujer moribunda manda a llamar al sacerdote del pueblo para confesarle que posee un escapulario con el poder de proteger la vida de quien lo posea, dejándolo impresionado, mientras ella en su lecho de muerte comienza a narrarle algunas de las historias en donde el escapulario ha estado presente. Dicho escapulario salvó la vida de sus hijos.

## Reparto
- Enrique Lizalde como Pedro el Talabartero
- Enrique Aguilar como padre Andrés
- Carlos Cardán como teniente Julián
- Federico Falcón como Federico, el ahorcado
- Alicia Bonet como Rosario
- Ofelia Guilmáin como María Pérez
- Eleazar García «Chelelo» como tío Juan
- Jorge Russek como don Agustín
- Jorge Lavat como Capitán
- José Carlos Ruiz como Ruiz, soldado
- Darío Vivian como Antonio, amigo de Julián
- Manuel Dondé como gendarme con lámpara
- José Chávez como Bandido

## Producción

### Rodaje
La película se caracteriza por el cuidado de la ambientación, iluminación y la fotografía, que estuvo a cargo de Gabriel Figueroa. Para su filmación, se utilizó la corrección de color, tomas subjetivas y elementos narrativos para permitir al espectador ver a través del personaje. Asimismo se usaron tomas experimentales pocas veces realizadas en México en esa época.